# Großsteingräber bei Ruthenbeck
Die Großsteingräber bei Ruthenbeck waren vier megalithische Grabanlagen der jungsteinzeitlichen Trichterbecherkultur (TBK). Heute ist nur noch eine Anlage erhalten. Sie ist lokal auch als Teufelsbackofen bekannt und liegt am Feldrand, nordwestlich von Neu Ruthenbeck-Goldenbow, bei Parchim im Landkreis Ludwigslust-Parchim in Mecklenburg-Vorpommern. Sie trägt die Sprockhoff-Nr. 405; Sprockhoff führt sie unter dem Fundort Goldenbow. Sie wurde zwischen 3500 und 2800 v. Chr. errichtet.
Es handelt sich um eine Nordost-Südwest orientierte Kammer, von der nur das nordöstliche Ende erhalten ist. Auf jeweils zwei Tragsteinen und zwei Endsteinen ruht ein gewaltiger, in drei Teile zerbrochener Deckstein von etwa 4,0 × 2,8 Metern und einem Meter Dicke. Ein weiterer Tragstein liegt verkippt und verschleppt südlich des erhaltenen Teils. Ernst Sprockhoff ging von einer etwa 5,0 × 2,0 Meter messenden Kammer mit drei Decksteinen aus, deren Zugang nicht erhalten ist. Sprockhoff hielt die Anlage für einen Großdolmen, Ewald Schuldt hingegen für ein Ganggrab.
In einem Bericht eines Professors Schröter von 1804 werden noch drei weitere Gräber erwähnt, die aber im 19. Jahrhundert zerstört wurden und über die keine näheren Angaben vorliegen.